# Cărăsău
Cărăsău – wieś w Rumunii, w okręgu Bihor, w gminie Cociuba Mare. W 2011 roku liczyła 663 mieszkańców.